# 길드

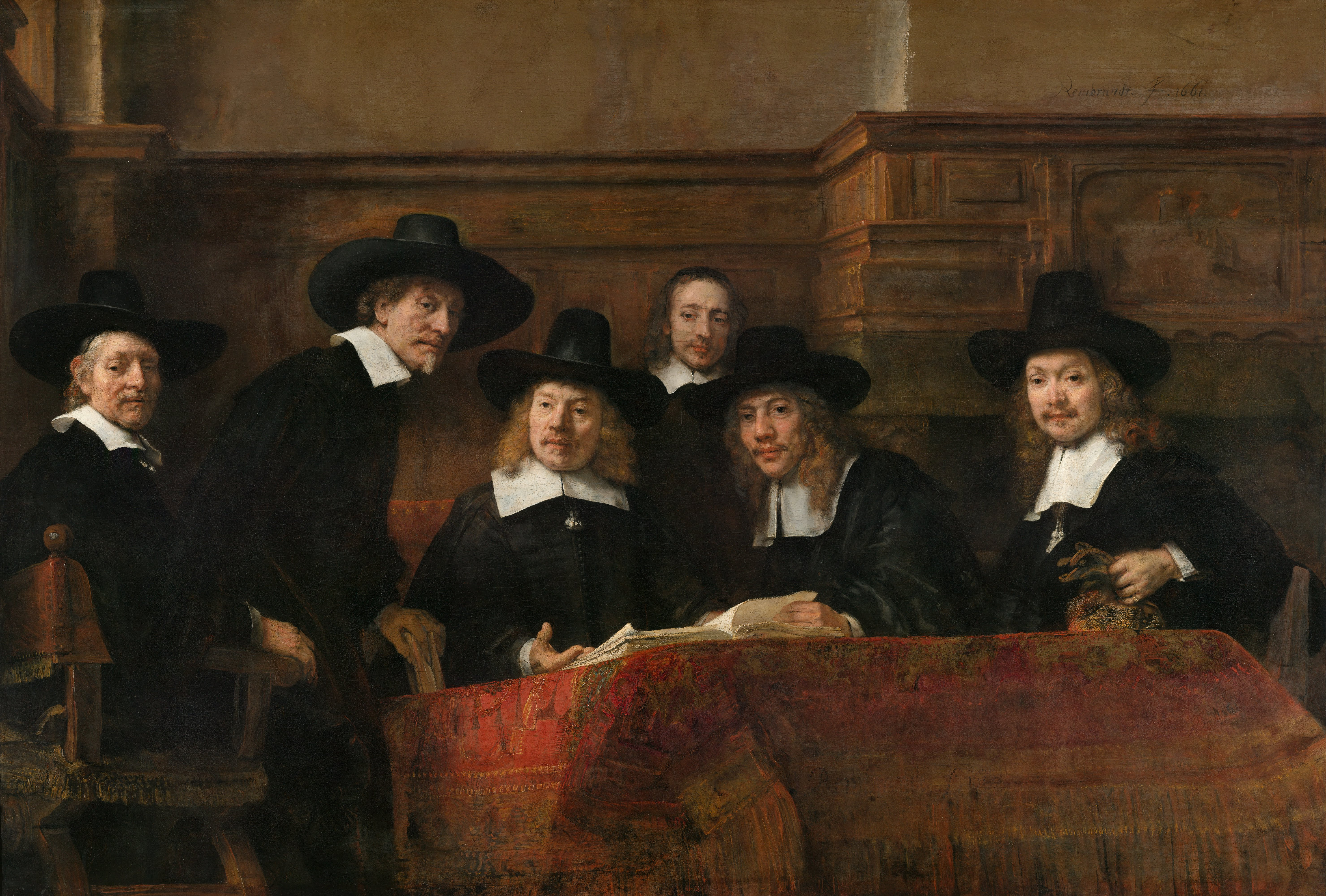
렘브란트의 1662년 작품 《직물 길드 이사회》

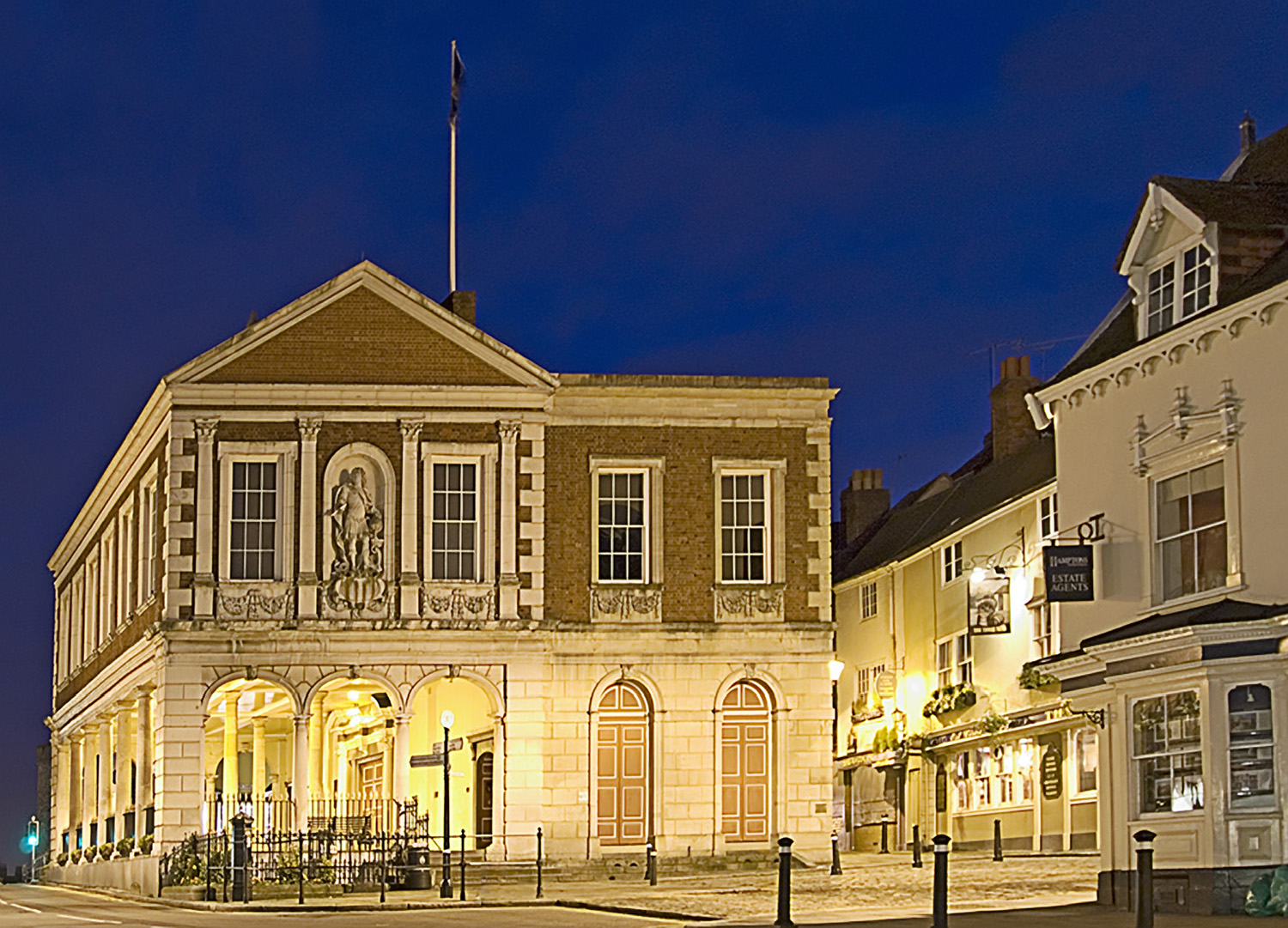
윈저 길드홀은 근세 시기 지어진 길드홀이다. 시청으로도 사용되었다.

길드(guild)는 중세에서 근세에 이르기까지 유럽의 도시를 중심으로 장인이나 상인이 조직한 조합이다. 또한 길드는 사업권 면허를 통해 해당 지역의 생산권이나 상권을 독점하였다. 초기의 길드는 무역상의 동업자 조합 형태였으며 일반적으로 한 도시를 거점으로 단일 품목의 거래를 중재하였다. 이 외에도 직능 조합이나 노동조합, 카르텔, 또는 비밀결사와 같은 형태를 취하기도 하였다. 길드의 설립은 종종 군주나 영주 또는 해당 지역의 통치자가 발급한 특허장 형태로 사업 허가를 받아 조직되었으며 조합원의 충원, 도제의 고용과 훈련, 생산 도구의 소유와 관리 등에 대한 자치권을 인정받았다. 길드는 부정한 거래를 하다 발각된 회원을 추방할 수 있었다. 통상적으로 길드의 활동은 도시 정부의 규제를 받았다. 지금까지도 유럽의 대도시에는 길드홀이 남아있다.
핵심적인 길드의 특권은 해당 도시에서 재화와 용역의 판매에 대해 독점적 지위를 갖는 것이었다. 길드는 상품의 최소가 또는 최대가를 조정하였고, 거래 개시와 종료 시간을 결정하였으며, 도제의 수를 제한하였다. 이외에도 상거래와 관련한 다른 여러 가지 것들이 길드의 결정에 따라 정해졌다. 이를테면 길드의 이익을 위해 자유로운 경쟁을 규제하거나 상품이나 용역의 품질 기준을 마련하였고 도제 고용의 심사를 통해 이주민이나 여성의 고용을 배제하기도 하였다. 곳에 따라서는 비기독교인의 경제 활동을 가로막는 길드도 있었다. 예를 들어 독일 지역의 길드는 유대인을 회원으로 받아들이지 않았다.
중세는 사회의 여러 분야가 길드의 분업에 의해 이루어졌다. 교육 역시 마찬가지여서 세계 최초의 대학으로 1088년 설립된 볼로냐 대학교나 1096년 무렵 세워진 옥스퍼드 대학교, 1150년 무렵 시작된 파리 대학교 등은 애초에 길드로서 출발한 것이었다. 볼로냐 대학교의 경우엔 학생 조합이 설립 주체였고 파리 대학교는 길드의 마스터들에 의해 세워졌다.

## 형성과 발전

### 초기의 상공업 조합
길드와 유사한 상공업 조합의 기원은 고대 로마 시기까지 거슬러 올라간다. 콜레지움(collegium), 콜레지아(collegia), 코르푸스(corpus) 등으로 불렸던 고대 로마의 상공업 조합은 특정 상품을 매개로한 상인들의 자발적 조합이었다. 예를 들면 로마의 라 오스티아 항구를 거점으로 원거리 수상 운송을 했던 코르푸스 나비큘라리오룸(corpus naviculariorum, 항해자 조합)과 같은 조직이 있었다. 로마 시기 길드들은 서로마 제국의 멸망 이후 살아남지 못했다.
중세 도시는 지역 상공업의 거점으로서 직물공, 석공, 목수, 조각가, 유리 공예가와 같은 많은 장인들이 모여 있었다. 이들은 동업자끼리 조합을 만들고 자신들의 기술 비밀을 지키고 상품 거래에 따른 사항들을 조정하였다. 숙련된 장인이자 생산도구를 소유한 마스터는 직인과 도제를 고용하여 자신의 물품을 생산하였다. 길드는 이들 마스터들이 결성한 조합이다.

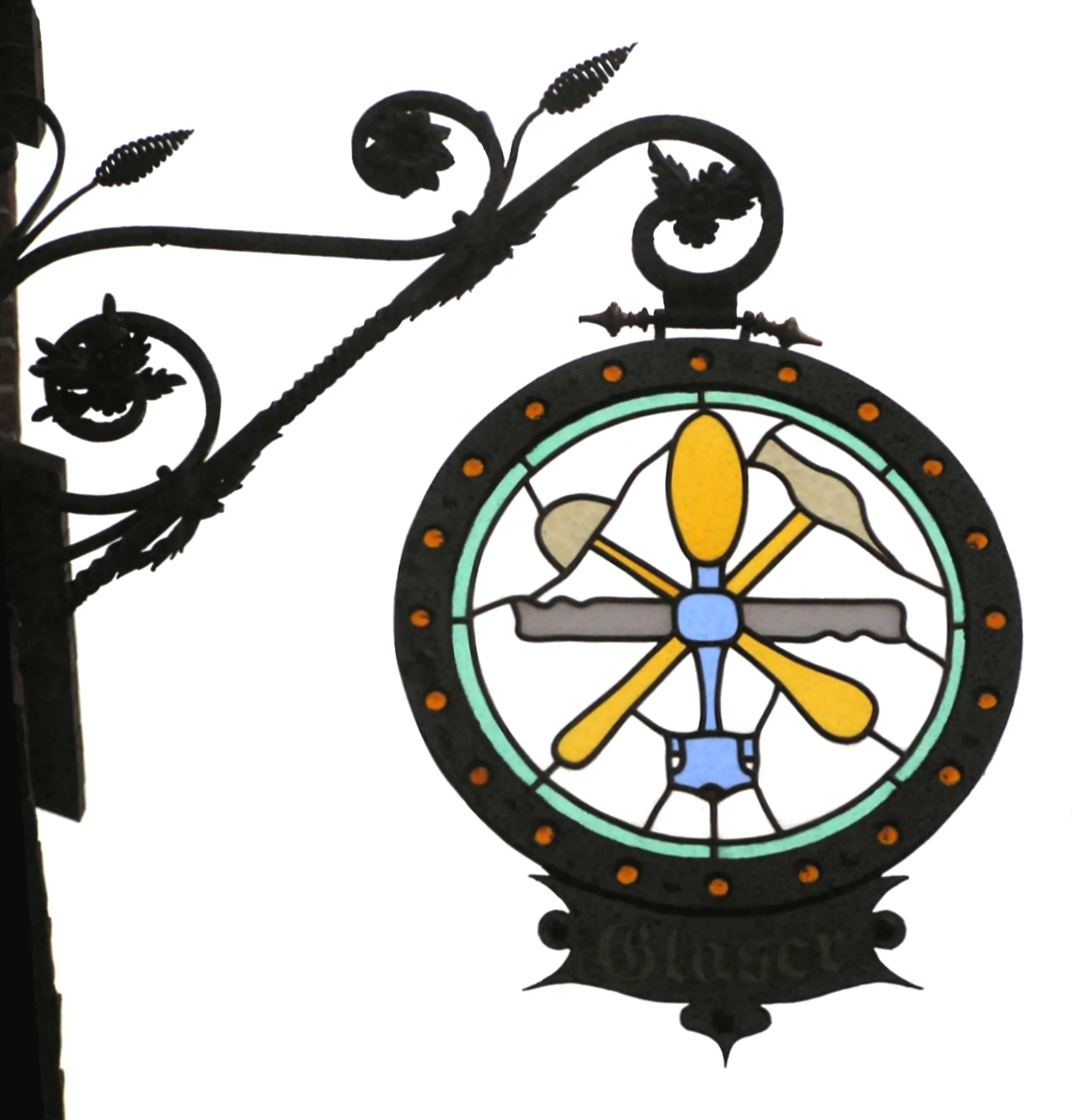
독일 여러 지방에서 사용된 연철 길드의 문양.

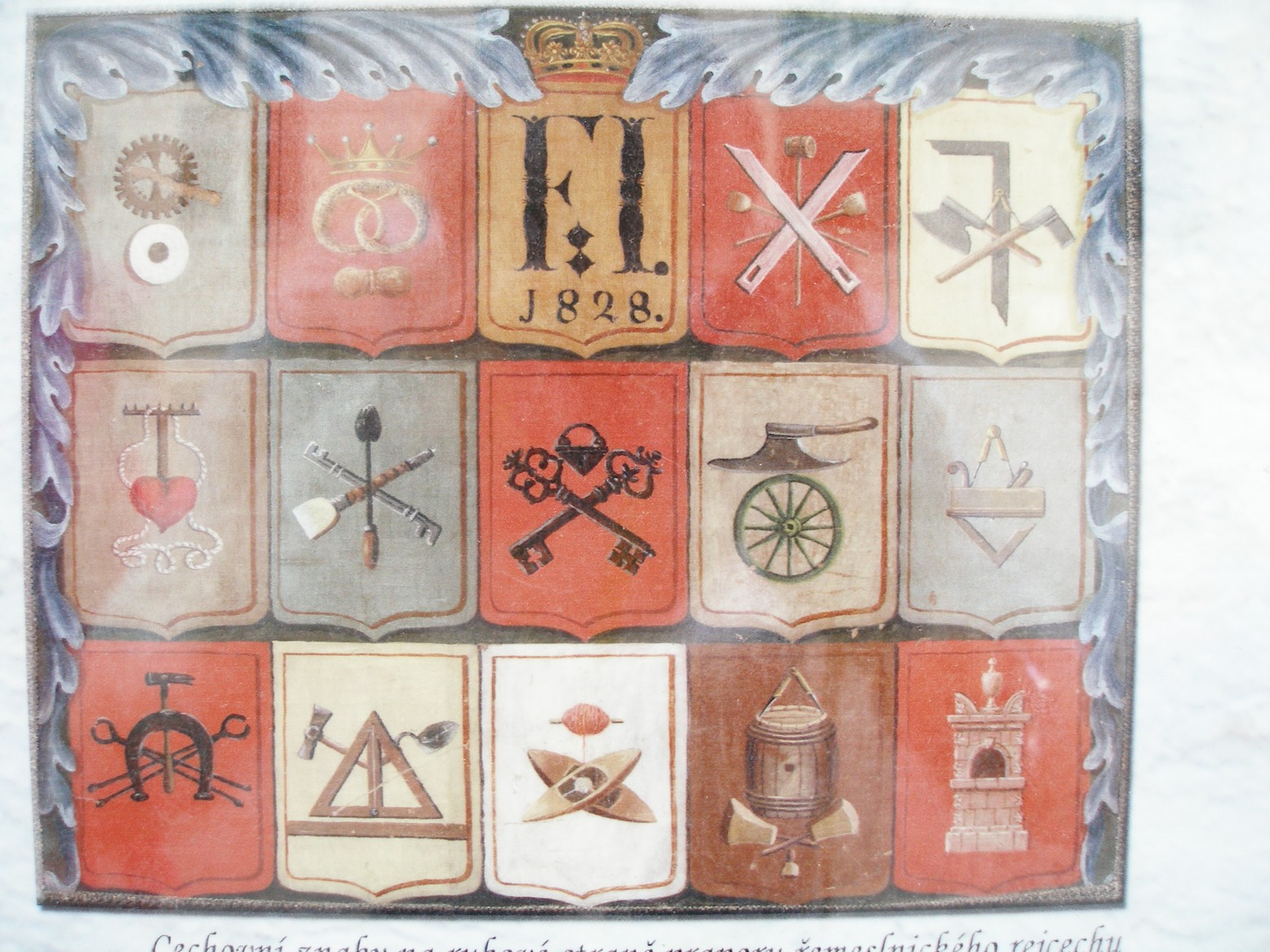
체코의 한 마을에서 사용되었던 길드들의 문장.

### 조직 형태
길드는 크게 보아 상업 길드와 장인 길드로 구분할 수 있으며 그 외에도 몇몇 다른 형태의 길드들이 있었다. 상공업과 관련 없는 길드의 예로 잉글랜드에는 그 누구도 다른 사람을 해칠 수 없는 성소인 프리스(Frith)가 있었으며 이를 관리하는 종교 길드가 있었다. 본격적인 길드의 형성은 중세 성기에 이루어졌다. 독일 아우크스부르크의 기록을 보면 이 곳의 장인 길드가 1156년에 수립되었다고 한다.
노르만의 잉글랜드 정복과 함께 유럽 대륙의 길드 풍습도 잉글랜드에 도입되었다. 많은 경우 길드는 그대로 지방 자치의 토대가 되었는데, 런던의 경우 길드홀이 그대로 영국 하원의 회의장으로 사용되었고 지방정부의 수장 역시 여기서 선출되기 시작하였다. 당시 하원 의원은 반드시 도시에 거주하는 자유민이어야 하였다.

### 성장

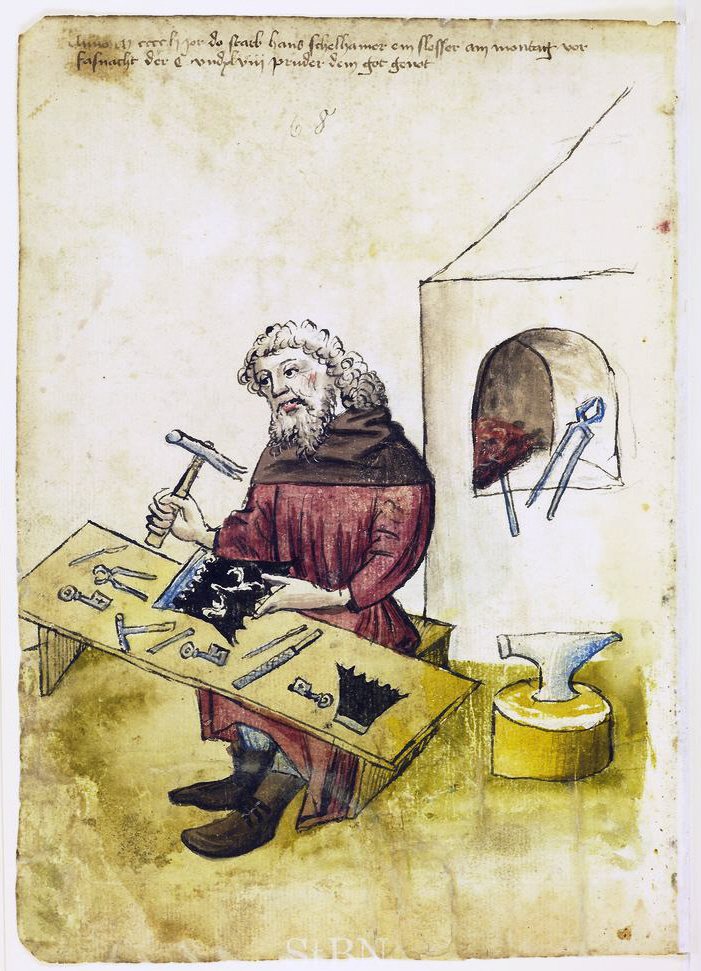
1451년 삽화에 묘사된 자물쇠공

중세 시기를 거치며 길드는 여러 종류의 자치권을 획득하였고 도시 운영에 깊이 관여하였다. 이탈리아의 피렌체나 베네치아와 같은 도시 공화국을 제외한 알프스 이북의 중세 유럽 도시는 대개 4-5만 명이 살고 있는 작은 곳이었다. 중세 도시 내에서 상행위는 길드 회원과 각종 전문직에 종사하던 리버리(Livery - 귀족의 시종이나 도시의 경비대로 근무하던 제복을 입은 직군)에게만 허용되었다. 길드는 이러한 특권을 바탕으로 자치권인 도시의 자유를 얻었다. 중세 시기 도시는 봉건 귀족들과 수도회와 같은 많은 관계자들의 이권이 얽혀 있는 곳이었기 때문에 어느 한 통치자가 전권을 휘두르기 어려웠다. 귀족 또는 대주교 가운데 어느 한 직위가 형식적으로 도시의 통치권을 대표한다고 하더라도 행정 기구는 여러 세력이 실세를 나누어 갖는 경우가 많았다. 이러한 정치 관계 속에서 지방 정부는 도시민에게 자치권을 부여하였고 길드는 이러한 자치권을 이용하여 자신들의 재화에 대한 독점적 지위를 유지하였다. 도시의 자유는 곳에 따라 1835년까지도 유지되었다. 도시 주민이 갖는 특권적 자유는 근세에 이르러 도시 인구 증가의 한 원인이 되었다.
중세 전기 유럽의 곳곳은 아직 국가 권력이 크게 미치지 않았고 자치적인 지역 공동체들이 있었다. 이들은 스스로를 길드라고 불렀다. 아직 기독교로 개종하지 않은 이들 공동체는 새 회원을 받고, 적으로 지목된 자를 죽이고, 이러 저러한 목적으로 여행을 떠났다 돌아온 것을 기념하기 위해 정기적인 집회를 가졌다. 대개는 12월 26일이 정기 집회 날짜였고 자신들만이 아는 은어로 공동체에 충성을 약속하는 선서를 하였다. 의식이 끝난 뒤에는 취하도록 술을 마시는 것이 보통이었다. 게르만 족은 이 날을 율이라 불렀다. 가톨릭 교회는 이 의식이 "주문"을 사용한다고 비난하였다. 858년 서프랑크의 주교 힝크마르가 이 행사를 기독교화 해보려 시도하였지만 허사였다.
중세 전기 시기에 이미 종교 결사에서 비롯된 고대 로마의 직공 조합은 대부분 사라졌고, 석공 조합이나 유리 조합과 같은 것들이 지역을 기반으로 살아남았을 뿐이다. 6세기 로마 가톨릭의 대주교였던 투르의 그레고리는 어느날 갑자기 자신의 모든 기술을 잃은 장인에게 꿈 속에서 성모가 나타나 이를 되찾아 주는 이야기를 전하고 있는데, 중세사 학자 미셀 로슈는 이 이야기에서 당시 도제 교육 제도가 자리잡고 있었다고 유추한다.
프랑스에서 길드는 코르 드 메티에르(corps de métiers, 직능 단체)라고 불렀는데 빅토르 이바노비치 루텐부르크에 따르면 "길드는 소규모 노동자를 회원으로 하여 자잘하게 나뉘어 있었고 길드들 사이에서만 거래를 하는 경향이 있었다. 13세기 중반 파리의 길드는 모두 합하여 100개를 넘지 않았고 14세기에 이르러서야 350개 정도였다." 길드는 동업자들끼리 결성하는 것이 일반적이었으며 야철장 길드, 편자공 길드, 못, 칼, 자물쇠 등등 직업별로 길드가 만들어졌다. 한편 바르셀로나와 같은 카탈루냐 지역의 도시에서 "그레미스"(gremis)라고 불린 길드는 당대 사회의 기본 조직이었다. 바르셀로나의 제화공 길드는 1208년 등록되었다.
잉글랜드, 특히 시티오브런던 법인은 길드를 등록하도록 하여 관리하였는데 오늘날에도 110여 개의 동업 조합이 유지되고 있다.
길드는 13세기 독일의 여러 도시에서 만개하였고 19세기까지 이어졌으며 몇몇은 오늘날에도 유지되고 있다. 15세기 함부르크에는 100 개, 콜로뉴에 80 개, 뤼베크에는 70 개의 길드가 있었다. 가장 뒤늦게 길드 설립이 이루어 진 곳은 스페인의 발렌시아(1332년)와 톨레도(1426년)이다.

### 발전

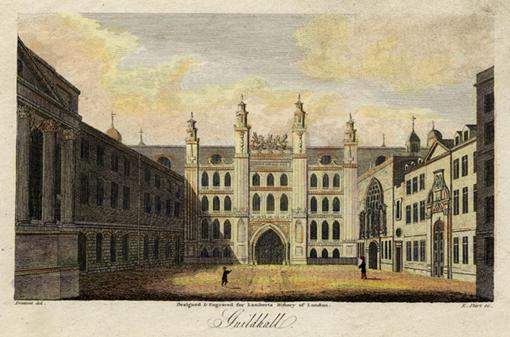
런던 길드홀은 도시 자치의 중심지였다.(1805년 동판화)

중세 도시의 경제는 대개 길드의 통제 아래 있었지만 모두 그런 것은 아니다. 몇몇 도시는 길드에 속하지 않은 상인과 장인들도 "자유"롭게 거래할 수 있도록 하였다. 길드가 통제하는 도시에서는 직공의 수, 생산량, 거래량 등을 엄격히 규제하였으며 도제 제도를 통해 장인을 육성하였다. 길드는 나이 어린 수습생을 도제로 받아들여 교육하고 일정 기간이 지나 시험을 통과하면 직인의 자격을 부여하였다. 직인은 계속하여 같은 길드에서 일하기도 했지만 프리렌서가 되거나 여행을 떠나 다른 곳에 자리를 잡기도 하였다. 가장 높은 지위는 마스터로 불렸으며 길드 운영에 관여하였다. 후기가 되면 직인은 의례적으로 3년 간의 직공 여행을 떠나야 했다.
경제가 발전하면서 생산이 중요하게 되자 길드들은 가지를 치듯 나뉘어갔다. 누렘버그의 야철 길드는 13세기 경기 호황 시기 12개의 길드가 독립하였고, 1260년 파리에는 상업 길드만 101개가 있었다. 벨기에의 헨트나 이탈리아의 피렌체와 같은 곳은 울 방직이 발달하여 이와 관련한 길드들은 중세 유럽 산업의 발전을 이끌었다. 유럽 곳곳에 세워진 길드는 화폐 경제의 발전과 도시화를 촉진하였다. 길드가 충분히 발전하기 전까지 유럽에서 거래 대금은 주로 현물 화폐로 지불되었다.
길드의 발달과 함께 상업이 성장하면서 선대제수공업과 같이 상인 자본이 주도하는 수공업이 발달하기 시작하였고 섬유 산업과 같은 경우엔 공장제수공업도 등장하였다. 이러한 산업을 소유한 부유한 상인들은 부르주아라고 불리게 되었는데, 부르주아란 말은 원래 성 안에 사는 사람이란 뜻이다. 부유한 상인들은 주로 성 안에 거주하고 성 외곽의 작업장을 운영하며 직공을 고용하였기 때문에 부르주아란 곳 자산가를 뜻하게 되었다. 한편 직공들 역시 오랜 수련을 거친 숙련공으로서 수공업의 발달과 함께 초보적인 노동조합을 결성하고 자신들의 권익을 지키려 하였다.
중세 말과 근세 초가 되면 길드는 중상주의의 영향 아래 보다 공장제 산업으로 변모하게 된다. 이에 따라 길드 내의 회원들도 "가진자"와 "못가진자"로 분화하여 결국 근대 산업화 과정에서 자본주의의 새로운 질서로 해체된다. 중세 말에 이르면 이미 생산 수단을 점유한 상인 계급과 직공간의 대립이 보이기 시작하지만, 19세기의 노동 쟁의와 같은 계급적 대립을 보이지는 않는다.

## 조직
피렌체는 일곱에서 열둘 사이의 대 길드와 열넷 정도의 소 길드가 사법과 공증을 비롯한 도시 대소사에 관여하고 있었다. 대 길드의 종목은 모섬유, 비단, 환전과 같은 것이었다. 그들은 스스로의 자부심을 위해 매우 높은 품질을 유지하였고 그 댓가로 상품의 가격 역시 매우 높았다. 의사, 약사, 모피상 길드 역시 대 길드에 속했다. 한편 베이커리, 안장 제조, 제철공 등의 장인들은 소 길드에 속해 있었다. 소길드 역시 상당한 수의 회원들로 이루어져 있었지만 정치적 위치는 낮았다.
길드는 자신의 분야에서 기술을 교육하여 전수하고 직업적 경력을 쌓을 기회를 제공했다. 마스터로 불린 길드의 운영진은 새 도제를 고용하여 일정 기간의 수련 기간과 시험을 거쳐 직인의 자격을 주었고 마스터 스스로도 직인 출신이었다. 도제는 오랜 기간 단순 비숙련 업무에 종사하면서 기술을 익혔는데 길드는 도제가 중간에 그만두거나 길드의 기술적 비밀을 훔치지 않을 것이라는 믿음이 생기기 전까지는 본격적인 기술 전수를 하지 않았다.
하루쯤 걸리는 여행을 뜻하는 영어 단어 저니(Journey)와 마찬가지로 직인을 뜻하는 저니맨(Journeyman)의 저니는 하루를 뜻하는 프랑스어 주르(Jour)와 주르네(journée)에서 온 것으로 저니맨은 하루 치 일감을 감당할 수 있는 사람, 즉 전문적인 기술을 익힌 사람이라는 의미로 쓰였다. 직인은 장차 마스터가 될 자격이 있었으며 도제와 달리 매일 급여를 받았다. 도제는 수 년간의 수련 과정 이후 시험을 통해 직인 자격증을 수여받았다. 자격증은 마스터가 발행하거나 길드에서 발급하였다. 직인 자격을 얻으면 다른 도시나 나라로 여행하여 그곳의 마스터에게 기술을 배우는 직인 여행 관습이 있었다. 이 직인 여행은 유럽 사회 안에서 비공식적 커뮤니케이션의 상당 부분을 담당하고 있었고 새로운 기술과 공정을 교류할 수 있도록 도왔다. 유럽의 전역에서 직인 여행이 일반적인 것은 아니었다. 독일과 이탈라아에선 직인 여행이 제도적으로 정착되었으나 다른 나라에선 소도시의 직인일 경우 수도나 대도시를 방문하는 정도에서 그쳤다.

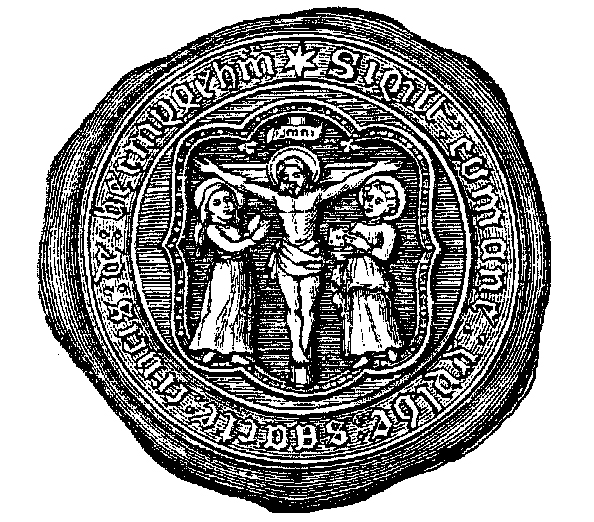
버밍엄 성십자 길드의 실

직인 여행을 통해 몇 년간의 수련을 더 거친 직인에겐 마스터가 될 수 있는 자격이 주어졌다. 길드는 이들에게 최종적으로 자신의 실력을 증명할 수 있는 마스터피스의 제출을 요구하였고 일종의 입회비로서 길드 운영비를 징수하여 마스터로서 길드에 참여하는 것을 허락하였다. 이렇게 길드에 입회한 새 마스터는 도제를 모아 자신의 작업장을 운영할 수 있었다.
중세의 길드는 모 길드의 지부 자격을 부여 받거나 도시 정부나 지방 지배자의 특허장을 받아 법적 지위를 보장받았다. 한 지역에서 해당 업종의 길드는 대개 독점으로 운영되었으며 동일 업종의 경쟁자는 원칙적으로 금지되었다. 만약 특정 지역에 아직 해당 직종의 길드가 없다면 "장인 협회"를 결성한 장인들이 길드와 유사한 활동을 하였다. 이들이 길드의 일원으로서 인정받기 위해서는 길드 마스터의 허락이 필요했다.
중세 시대의 상공업은 엄격한 규제 아래 이루어졌으며 도시 정부는 길드와의 회의를 통해 재화의 공급량을 결정했다. 이 덕분에 도시는 자신의 생산물에 대한 독점적 지위를 유지하고 지정된 경로를 통해서만 재화를 유통시킬 수 있었다. 이러한 생산 통제와 품질 관리로 지역마다 명산품이 생겨나게 되었다. 이를테면 프랑스의 포도주는 샹파뉴와 보르도, 유리 공예는 홀란트, 레이스 편물은 샹티이라는 식이었다. 길드는 자신의 상품에 인장의 일종인 실(seal)을 달아 품질을 보증하였는데 이것이 오늘날 상표의 기원이다.
독일과 이탈리아의 길드는 다른 지역보다 더 큰 정치적 영향력을 발휘하였고 경우에 따라서는 도시의 자치권을 관장하기도 하였다. 14세기 정치적 혼란과 유혈 사태로 전통적인 도시 자치는 균열이 생겼다. 귀족들의 영향력이 강화되기 시작하여 점차 길드의 위상을 깍아내렸고, 새롭게 유입된 슬라브인을 비롯한 여러 벤트인들은 길드에 소속되는 것을 거부하기도 하였다.

## 몰락
캐나다의 역사 학자 세일러프 오길비(Sheilagh Ogilvie)는 길드 조직이 말기에 이르러 오히려 재화의 품질과 기술, 산업 혁신에 걸림돌이 되었다고 평가한다. 오늘날 "지대추구"라고 불리는 현상이 경제를 잠식했기 때문이다. 오길비는 길드 조직이 더 이상 경제적인 중요성을 갖지 못한 시점이 되어서야 산업이 다시 발전하기 시작했으며 이 시기 길드의 긍정적 역할은 매우 제한적이었다고 주장한다. 정치 권력과 유착된 강력한 대상인이 길드를 좌지우지했기 때문에 수 세기에 걸쳐 자원 재분배가 원활하지 못한 상황이 되었다. 한편 오길비는 길드가 사회적 기준과, 상식, 상호 규제, 정치적 선택 등을 통해 "사회적 자본"을 형성했다는 점에 대해 동의한다. 이러한 사회적 자본은 길드의 회원들에게 매우 유익한 것이었고 심지어 길드 내에서 아웃사이더로 있는 회원조차 길드에 속하지 않은 사람보다 유리한 여건을 마련할 수 있었다.
산업혁명이 이미 절정에 달했던 18세기 말에서 19세기 초가 되자 길드는 "적폐"로서 지탄의 대상이 되었다. 길드야말로 자유무역을 방해하고 기술혁신을 가로막으며 산업발전의 걸림돌이라는 것이었다. 이미 계몽주의시대에 들어서면서 장자크 루소나 애덤 스미스와 같은 인물들은 자유 방임으로 운영되는 자유 시장을 적극 옹호하였다. 또한 프랑스 혁명을 일으킨 시민들은 길드를 봉건주의 앙시앵 레짐의 잔재로 여겼다. 1791년 프랑스는 제조업법을 재정하여 길드의 독점권을 폐기하였다.  애덤 스미스는 《국부론》에서 프랑스의 이 조치를 옹호하였다.
19세기에 이르면 길드는 이미 한물간 옛 시대의 상징일뿐이었다. 카를 마르크스는 《공산당 선언》에서 길드를 과거 봉건 시대의 유물쯤으로 취급한다. 길드의 독점권이 사라지고 회사령에 따른 근대 기업들이 형성되자 길드는 경제 주체로서의 자격을 상실하였다. 길드 유지의 근간이었던 특허장의 발급은 기술과 재화에 대한 특허와 저작권으로 대체되었다. 이 변화는 국가가 기업의 영업 비밀을 보장하면서도 기업 자체의 특수 지위는 부정하는 것을 특징으로 한다. 오늘날 대부분의 국가는 기업에 대해 오히려 독점금지법과 같은 경쟁법을 재정하여 독과점을 규제하고 있다.
중세의 길드와 같은 형태로 산업을 재편하려는 시도가 없었던 것은 아니다. 파시즘은 국가의 산업을 독점적 산업체 주도로 운영하고자 하였다.

## 영향

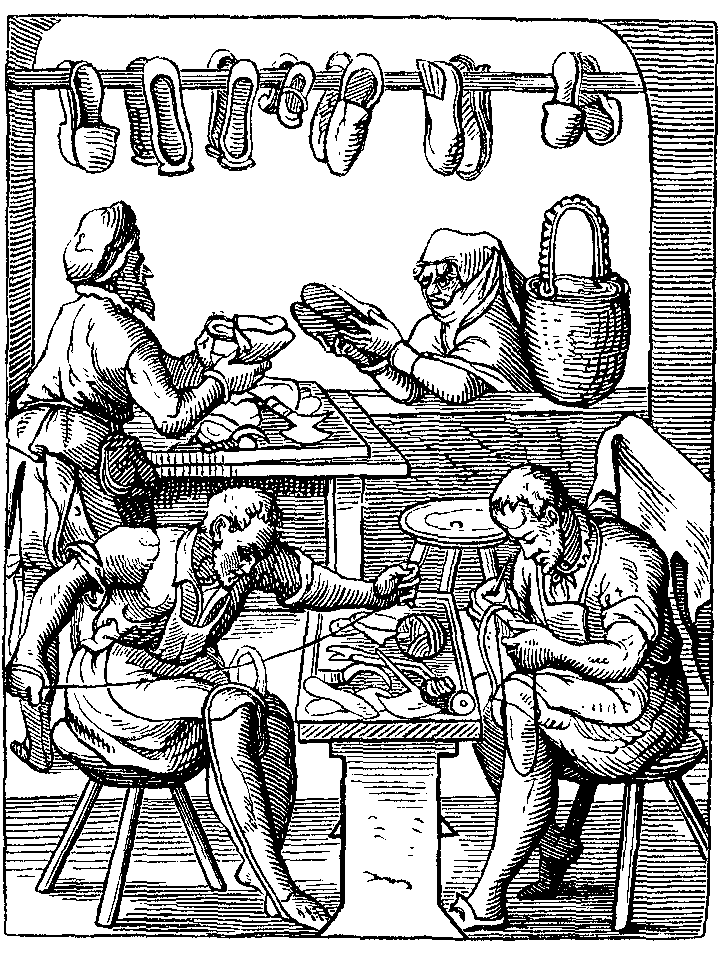
1568년 제화공

길드는 종종 오늘날의 노동조합에 비유되기도 하지만 재화의 생산에 따른 생산 도구와 인력을 자체 조달하고 재화의 생산도 자율로서 조절하였기 때문에 오히려 현대의 카르텔에 가깝다. 그렇지만 직인들은 스스로 조작하여 노동 시간과 같은 것을 두고 마스터와 협상을 벌이고 단체 행동을 하였기 때문에 훗날 노동조합의 형성에 영향을 주었다고 할 수는 있다.
기업의 조직과 규제에서 특허나 영업 비밀 같은 개념은 길드의 운영에서 유래한 것이다. 특히 영국은 1624년부터 특허장에 의한 회사 설립 체계를 갖추었다. 이를테면 영국 동인도 회사와 같은 조직도 특허장에 따른 회사였다. 영국의 동인도 회사는 처음엔 매 항해마다 결성되는 개별적 기업이었으나 나중엔 합자회사의 형태로 운영되어 인도와 아시아에 대한 독점권을 부여받았다. 이 회사는 최초의 근대적 합자회사로 평가된다.
길드가 정치적 영향력을 발휘하던 시기 일부 비밀 결사는 길드의 조직 형태를 빌렸는데 프리메이슨과 같은 경우가 대표적이다. 프리 메이슨은 자유로운 석공이란 뜻으로 석공 길드의 외관을 띄고 있다.
오늘날에도 유럽의 일부 수공업은 길드로서 운영된다. 이를테면 신발을 만드는 제화나 이발사와 같은 직업군이 그렇다.

### 경제에 미친 영향
길드가 경제에 미친 영향은 긍정적 측면과 부정적 측면 모두 논쟁 거리이다. 한쪽에서는 길드가 성장과 발전 과정에서 중세 전기의 경제적 침체를 극복하고 유럽의 상업적 발전에 기여하였다고 평가하고, 다른 한쪽에선 길드의 성장은 정치 권력과 떼어 놓고 생각할 수 없으며 그 결과 길드는 배타적 독점권을 발휘하여 회원 이외의 상업 활동을 억압하였다고 지적한다 특히 오길비와 같은 학자는 길드의 독점적 지배력은 재화의 생산량과 가격 등을 길드 편의에 따라 조절할 수 있게 하여 일종의 지대 추구 현상을 일으켰고 경제 발전에 부정적 영향을 미쳤다고 주장한다. 그러나 엡스타인과 프라크는 오길비의 이러한 견해를 반박하면서 길드의 생산 조절은 지대 추구보다는 비용 분산을 위한 것이었다고 주장한다. 또한 길드 마스터는 시황을 분석하고 도제를 육성하는 긍정적 역할을 하였다고 지적한다.
길드가 과연 시장 전체를 독점할 수 있었는가 하는 점도 논란 거리다.

### 여성과 길드
대부분의 경우 길드는 여성의 참여에 제한을 두었다. 작업장에서 일할 수 있는 여성은 대개 과부나 마스터의 딸 정도였다. 길드가 여성을 회원으로 받아들인 경우에도 길드 사무소에 출석하는 것은 거부되었고 숙련공으로서 인정받을 수도 없었다. 그러나 수백년이 흐르면서 이러한 풍토는 점차 완화되었다. 15세기 런던에서는 여성이 비단 길드를 운영하였던 기록이 있고, 루이 14세 치하의 파리에는 110여 개의 길드가 있었는데 이 가운데 5개는 여성에 의해 운영되었다. 그러나 이러한 사례는 이례적인 것이라고 할 수 있다. 여성의 전반적 지위가 낮았던 중세 시기 여성은 치료사 길드에 가입하려면 큰 장벽을 뚫어야 했다. 당시 의료 행위는 남성이 주도하는 가운데 여성에겐 보조적 역할만이 주어졌다. 뿐만 아니라 상업 길드나 장인 길드는 일반적으로 여성의 입회를 거부하였다. 이는 해당 지역에서 여성이 독자적인 경제활동을 할 수 없었음을 뜻한다.

## 근대 이후

워쉽풀 컴퍼니 오브 그로서스(Worshipful Company of Grocers, 신심 깊은 식료품 회사)의 문장. 1345년 이래 현재까지 런던에 존재하는 길드

근대 이전 유럽에서 직업이란 길드를 통해 활동하는 것을 뜻했고 근대 시기에 이르러서도 직업을 갖는 다는 것은 조직에 몸을 담는 것을 의미하게 되었다.
유럽에는 오늘날에도 옛부터 이어져 온 길드가 일부 존재한다. 시티오브런던에는 110개의 동업자 조합이 등록되어 있으며 도시의 여러 관례적 행사에서 역할을 맡고 있다. 런던의 길드들은 유서 깊은 신뢰관계를 바탕으로 일부 품목에 대해서는 여전히 영향력을 행사한다. 영국의 경우 지방 도시에도 여전히 활동하는 길드들이 있다.
독일의 경우 도시와 도시의 상업 연결을 담당하던 췬프테(Zünfte)나 길던(Gilden)은 모두 사라졌지만 도시의 장인 동업 조합인 이눙겐(Innungen)은 일부 남아있다. 독일 수공업 길드의 도제식 교육은 굴뚝청소부 사례와 함께 대한민국에 소개되어 큰 반향을 불러일으키기도 하였다.
유럽 이외의 지역에선 조금씩 다른 의미의 조직들이 있다. 예를 들어 미국에서 길드는 주로 노동 조합을 의미한다. 영화배우조합(Screen Actors Guild), 아메리카 감독조합(Directors Guild of America), 미국 서부 작가조합(Writers Guild of America, West), 미국 동부 작가조합(Writers Guild of America, East), 뉴스 길드 CWA(NewsGuild-CWA) 등은 길드를 조직명으로 사용하지만 모두 노동조합이거나 이익단체이다.
오스트레일리아의 정육 길드는 국가의 표준 도축 방식과는 다른 표준을 가지고 독립적으로 운영되는 조직이다. 이 경우엔 근대 이전의 길드와 비슷한 목적을 가지고 운영된다고 할 수 있다.

## 같이 보기
- 한자 동맹
- 부르주아지
- 양행
- 동업조합 (중세)
- 조합

## 참고 문헌
- Braudel, Fernand (1992) [1982]. 《The Wheels of Commerce》. Civilization & capitalism, 15th–18th century 2. University of California Press. ISBN 978-0-520-08115-4.
- Epstein, S.R.; Prak, Maarten, 편집. (2008). 《Guilds, Innovation and the European Economy, 1400–1800》. Cambridge University Press. ISBN 978-1-139-47107-7. — essays by scholars covering German and Italian territories, the Netherlands, France, and England; plus guilds in cloth spinning, painting, glass blowing, goldsmithing, pewterware, book-selling, and clock making.
- Grafe, Regina; Gelderblom, Oscar (Spring 2010). “The Rise and Fall of the Merchant Guilds: Re-thinking the Comparative Study of Commercial Institutions in Premodern Europe”. 《Journal of Interdisciplinary History》 40 (4): 477–511. doi:10.1162/jinh.2010.40.4.477. Comparative study of the origins and development of merchant guilds in Europe, esp. their emergence during the late Middle Ages and their decline in the Early Modern era
- Ogilvie, Sheilagh (2011). 《Institutions and European Trade: Merchant Guilds, 1000–1800》. Cambridge University Press. ISBN 978-1-139-50039-5.
- Prak, Maarten Roy (2006). 《Craft Guilds in the Early Modern Low Countries: Work, Power and Representation》. Ashgate Publishing. ISBN 978-0-7546-5339-4.
- Rouche, Michel (1992). 〈Private life conquers state and society〉.   Ariès, Philippe; Veyne, Paul; Duby, Georges. 《A History of Private Life: From Pagan Rome to Byzantium》 1. Harvard University Press. 419–쪽. ISBN 978-0-674-39974-7.
- Weyrauch, Thomas (1999). 《Craftsmen and their Associations in Asia, Africa and Europe》. VVB Laufersweiler. ISBN 978-3-89687-537-2.